# Doboj
 Ovo je glavno značenje pojma Doboj. Za  selo kod Kaknja, BiH pogledajte Doboj (Kakanj, BiH).
Doboj je grad, u administrativnom smislu središte je istoimene administrativne jedinice u Republici Srpskoj, u BiH.

## Zemljopis
Doboj ima izuzetno povoljan geografski položaj i nalazi se na rijeci Bosni. Grad je smješten u aluvijalnoj ravni na 146m nadmorske visine, na lijevoj obali rijeke Bosne između ušća rijeka Usore i Spreče u Bosnu. Sjeverni dio općine Doboj karakteriziraju brežuljkasti krajevi izgrađeni od kenozoiskih naslaga, koje se blago spuštaju u ravničarske prostore (riječne doline) s aluvijalnim ravnima, dok prema jugu ovi brežuljkasti tereni postaju viši, oslanjajući se na planinske masive s juga.

## Stanovništvo
Po popisu stanovništva iz 1991. godine, općina Doboj imala je 102.549 stanovnika, raspoređenih u 73 naselja.
| Stanovništvo općine Doboj |                 |                                 |                 |                 |                 |
| godina popisa             | 2013.           | 1991. u promijenjenim granicama | 1991.           | 1981.           | 1971.           |
| Bošnjaci                  | 15.322 (21,45%) | 29.108 (32,37%)                 | 41.164 (40,14%) | 35.742 (35,90%) | 32.418 (36,43%) |
| Srbi                      | 52.628 (73,67%) | 42.610 (47,38%)                 | 39.820 (38,83%) | 39.224 (39,40%) | 39.884 (44,82%) |
| Hrvati                    | 1.845 (2,58%)   | 10.332 (11,49%)                 | 13.264 (12,93%) | 14.522 (14,58%) | 14.754 (16,58%) |
| Jugoslaveni               |                 |                                 | 5.765 (5,62%)   | 8.064 (8,10%)   | 1.124 (1,26%)   |
| ostali i nepoznato        | 1.646 (2,30%)   | 7.879 (8,76%)                   | 2.536 (2,47%)   | 1.996 (2,00%)   | 805 (0,90%)     |
| ukupno                    | 71.441          | 89.929                          | 102.549         | 99.548          | 88.985          |

#### Doboj (naseljeno mjesto), nacionalni sastav
| Doboj              |                 |                |                |
| godina popisa      | 1991.           | 1981.          | 1971.          |
| Bošnjaci           | 11.154 (40,56%) | 8.822 (37,44%) | 8.976 (49,14%) |
| Srbi               | 8.011 (29,13%)  | 6.091 (25,85%) | 5.044 (27,61%) |
| Hrvati             | 2.714 (9,86%)   | 2.852 (12,10%) | 2.889 (15,81%) |
| Jugoslaveni        | 4.365 (15,87%)  | 5.211 (22,11%) | 919 (5,03%)    |
| ostali i nepoznato | 1.254 (4,56%)   | 582 (2,47%)    | 436 (2,38%)    |
| ukupno             | 27.498          | 23.558         | 18.264         |

## Naseljena mjesta
Aerodrom, Bare, Boljanić, Božinci Donji, Brestovo, Bukovac, Bukovica Mala, Bukovica Velika, Bušletić, Cerovica, Cvrtkovci, Čajre,  Čaršija, Čivčije Bukovičke, Čivčije Osječanske, Doboj, Dragalovci, Foča,  Gavrići, Glavica, Glogovica, Grabovica, Grapska Donja, Grapska Gornja, Jelanjska, Johovac, Kladari, Komarica, Kostajnica, Kotorsko, Kožuhe, Lipac, Lukavica Rijeka (dio), Ljeb, Ljeskove Vode, Majevac, Makljenovac (dio), Miljkovac, Mitrovići, Omanjska, Opsine, Orašje,  Osječani Donji, Osječani Gornji, Osojnica, Osredak, Ostružnja Donja, Ostružnja Gornja, Paklenica Donja, Paklenica Gornja, Paležnica Donja, Paležnica Gornja, Pijeskovi, Pločnik, Podnovlje, Poljice, Porječje, Potočani, Pranjkovci, Pridjel Donji, Pridjel Gornji, Prisade, Prnjavor Mali, Prnjavor Veliki, Radnja Donja, Raškovci, Ritešić, Rječica Donja, Rječica Gornja, Sjenina, Sjenina Rijeka, Stari Grad, Stanari, Stanić Rijeka (dio), Stanovi, Suho Polje, Svjetliča,Striježevica,Ševarlije, Tekućica, Tisovac, Tovira, Trbuk, Trnjačani, Trnjani, Vranduk i Zarječa.
Poslije potpisivanja Dejtonskog mirovnog sporazuma, najveći dio općine Doboj s gradom Dobojem ušao je u sastav Republike Srpske. U sastav Federacije BIH, ušla su naseljena mjesta: Brijesnica Mala, Brijesnica Velika i Klokotnica, Lukavica Rijeka te dio naseljenog mjesta Stanić Rijeka. Od ovog područja formirana je općina Doboj Istok. Zatim, naseljena mjesta: Matuzići i Mravići od kojih je formirana općina Doboj Jug. Naseljena mjesta: Alibegovci, Ularice i dio naseljenog mjesta Makljenovac. Ovo područje ušlo je u sastav novoformirane općine Usora. 2014. godine odvajanjem od Doboja nastala je općina Stanari u koju su pripala naselja: Brestovo, Dragalovci, Jelanjska, Ljeb, Mitrovići, Osredak, Ostružnja Donja, Ostružnja Gornja, Radnja Donja, Raškovci, Stanari, Cvrtkovci i Cerovica.

## Grad Doboj
Doboj (44°44′N, 18°05′E) leži u aluvijalnoj ravnici na 146m nadmorske visine, na lijevoj obali Bosne između ušća rijeka Usore i Spreče u Bosnu. Prije posljednjeg rata bio je sjedište općine koja je obuhvaćala područje od 691 km². Taj prostor sada pripada općinama Doboj (Republika Srpska), Stanari, Doboj Istok, Doboj Jug i Usora (Federacija BiH). U općini je 1991. živjelo oko 110.000 stanovnika, od čega je na grad otpadalo oko 29.000.

## Povijest
Tragovi ljudskih naselja na dobojskom području, koja datiraju još iz kamenog doba (paleolita), nađeni su na ušću Usore u Bosnu. Također su pronađeni i tragovi rimskih i ilirskih utvrđenja u bližoj okolini. Grad je nastao oko tvrđave za koju se pretpostavlja da je sagrađena u 12. stoljeću na paleovulkanskoj kupi. Početkom srpnja 1415., kada se Doboj prvi put spominje u pisanim dokumentima, su Osmanlije, uz pomoć slabijih bosanskih snaga potukli ugarsku vojsku koju je kralj Sigismund poslao dolinom rijeke Bosne da bi povratio izgubljeni utjecaj u tim krajevima i onemogućio turske pljačkaške upade u Hrvatsku i Dalmaciju. Tom turskom pobjedom nestalo je ugarskog uticaja u srednjovjekovnoj Bosni. Osmanlije su osvojili Doboj 1503. godine i držali su u njemu posadu, s kraćim prekidima, sve do 1835.
Kada je poslije bitke kod Sente princ Eugen Savojski prodro u Bosnu s oko 6500 ljudi, posada Doboja mu se predala bez borbe 16. listopada 1697. U austrijsko-turskom ratu, 1716. – 1718., poslije pada Broda, Dervente i Gradiške, Austrijanci su uputili jedan odred prema Doboju koji je zauzeo i zapalio grad, ali tvrđavu koja je bila ojačana na oko 1000 vojnika nije mogao osvojiti. Početkom 18. stoljeća, Turci su osnovali dobojsku kapetaniju koja je obuhvaćala grad i okolinu a pripadala je Tešanjskom kadiluku.
Za vrijeme okupacije Bosne i Hercegovine 1878. godine, poslije neuspjeha kod Donje Tuzle, austrijska 20. divizija generala Saparija (László Szapáry), koja je nastupala od Šamca preko Gračanice prema Zvorniku odbačena je od 5-6000 ustanika pod komandom Mehmeda Vehbi Šemsekadića na položaje oko Doboja. Od 14. kolovoza do 6. rujna, 20. divizija je vodila više bitaka s ustanicima, koji su nastojali da je opkole i unište te zauzmu Doboj, čime bi austrijski 13. korpus bio odsječen i izoliran u Bosni. Njoj je u pomoć pristigla 4. divizija i u borbama 4. – 6. rujna, zajedno su odbacile ustanike preko rijeke Spreče a na lijevoj obali Bosne su ih potisnuli do Tešnja, u koji su ušli bez borbe. Po vlastitim podacima, Austrijanci su izgubili 35 časnika i 992 vojnika. Ponovni pokušaji ustanika da razbiju Austrijance kod Doboja polovinom rujna su ostali bezuspješni.
Tijekom Prvog svjetskog rata Austro-Ugarska je u Doboju organizirala prihvatni koncentracijski logor u koji su dopremani logoraši prije nego što su deportirani u zloglasne logore Arad i Sopranjsk. Kroz logor je prošlo oko 45000 ljudi, žena, djece i staraca (većinom Srba) a veliki broj ih je umro u samom logoru od gladi, iscrpljenosti i epidemija koje su harale istim.
Oružane borbe u Drugom svjetskom ratu oko Doboja su počele 23. kolovoza 1941. napadom ustanika na Doboj, Gračanicu, Maglaj i više drugih manjih uporišta. U noći između 23. i 24. kolovoza 1941. godine oslobođen je veći dio grada i izvršena jedna od najvećih diverzija toga vremena u Europi. Dignuto je u zrak oko 150 vagona s municijom koja je bila pripremljena za transport na istočni front. Doboj je bio izuzetno važan Nijemcima a posebno u završnim operacijama u travnju 1945. pri povlačenju dijelova grupe armija E dolinom rijeke Bosne prema Bosanskom Brodu. Doboj je konačno oslobođen u zoru 17. travnja 1945. godine kada su se Nijemci povukli iz grada, a u isti ušle jedinice JNA.
Godine 2012. izmjerena je najniža temperatura u Doboju ikad: -26 °C.

## Obrazovanje
- Saobraćajni fakultet
- "Slobomir P Univerzitet": Fakultet za ekonomiju i menadžment, Pravni fakultet, Filološki fakultet / odsjek engleski jezik, Fakultet za informacione tehnologije, Fakultet za grafiku i dizajn, Poreska akademija
- Viša tehnička škola
- Visoka medicinska škola zdravstva

## Sport
- Rukometni klub RK Sloga
- Nogometni klub FK Sloga
- Nogometni klub FK Željezničar
- Odbojkaški klub invalida Doboj

## Poznate osobe
- Nenad Marković, košarkaš
- Silvana Armenulić, pjevačica
- Marko Karamatić, franjevac, pisac)
- Izet Sarajlić, pjesnik
- Krešimir Zubak, političar
- Edita Jurišić, manekenka
- Benjamin Burić, rukometaš
- Senjamin Burić, rukometaš
- Ognjen Kuzmić, košarkaš
- Olja Bajrami, pjevačica

## Turističke atrakcije
- Dobojska tvrđava
- Goransko jezero
- Orlovo jezero
- SRC Preslica

## Vanjske poveznice
- Dobojlive.com  Arhivirana inačica izvorne stranice od 21. svibnja 2019. (Wayback Machine)
- Službena stranica Grada Doboj